# Castell de Queralt
El castell de Queralt és un edifici de Bellprat (Anoia) declarat bé cultural d'interès nacional. A prop hi ha l'Església de Sant Jaume de Queralt, que forma part de l'Inventari del Patrimoni Arquitectònic de Catalunya.
Està encinglerat en una crestallera rocosa a l'extrem occidental de la serra de Queralt, a la banda sud-occidental de la comarca de l'Anoia, prop de la línia divisòria amb la Conca de Barberà, l'Alt Camp i l'Alt Penedès. Al segle x i per la seva ubicació estratègica, el castell representa l'extrem de la Marca.

## Descripció

### Castell de Queralt
Del castell, ara totalment anorreat, en resten desconjuntats una bona part dels murs perimetrals d'un gran casalici que engloben altres dependències ara pràcticament colgades, entre les quals sobresurt una arcada ogival de les estances interiors. L'edifici residencial se situa a la part més alta del turó. Es tracta d'un cos constituït de factura gòtica, de planta rectangular amb la façana a tramuntana, amb la porta d'entrada, dues espitlleres a mitjana altura i dues finestres a la part superior. A la façana nord s'hi pot observar el desenvolupament en altura de l'edifici: planta baixa, pis i terrat. L'aparell de paraments externs, força matusser, contrasta amb el dels paraments interns, fet amb carreus ben treballats i ordenats en filades horitzontals.
Prop de la cantonada nord-oest s'observa una curiosa canal feta amb blocs de pedra sorrenca rectangulars, fusionats i buidats interiorment i restes d'una petita construcció rectangular, potser una cisterna. A l'extrem occidental, prop de l'espadat, el mur de ponent de l'església del castell, ara totalment malmesa, i les despulles del que podrien ser l'estable, el corral, la pallissa... Aquestes ruïnes palesen les vicissituds i ensulsiades que experimentà aquest castell, que si bé és l'assentament castral més primerenc en l'ocupació cristiana de la conca del Gaià, del primitiu edifici del segle x ja no en resten traces evidents.
A l'extrem d'una llarga i aguda serra, hi ha el "Castrum et villam de Cheralto que est in silva", hom manifestava el 1196. Molts anys després, el gener del 1714, segons un escrit del Duc de Pòpuli, capità general de les tropes borbòniques a Catalunya, "los rebeldes... se volvieron a hazer fuertes en el castillo de Queralt", que aviat abandonaren. En el document de venda del "castillo y término de Queralt" el 1842 Josep Safont, hi ha esment del "terreno que había sido bosque y ahora no lo es, por haber sido cortados los pinos y robles, de los cuales han quedado poquísimos", i "d'enrederament del castell, edificació alçada sobre un turó encinglerat per una banda, és tota una ruina; havia servit per habitació dels pagesos que conreaven les terres de l'entorn i, entrant en l'enderroc, és possible de veure els envans arrebossats i altres vestigis que no delaten antics pobladors nobles".

### Església de Sant Miquel del castell de Queralt
De l'església de Sant Miquel del castell de Queralt actualment només es conserva el mur de ponent amb una finestra i l'arc del campanar. Fou sempre la capella de la fortalesa de Queralt. Depengué de la canònica de Solsona i apareix documentada l'any 1088, en què fou donada a Santa Maria de Solsona junt amb l'església de Sant Cristòfol i la resta d'esglésies a elles subjectes. L'abandó del castell significà també l'abandó de la capella, de la qual només en resta el mur de ponent, coronat per un campanar d'espadanya d'una obertura rematada per un arc de mig punt adovellat i part de l'escala que hi menava des de l'interior del temple. Dels murs restants, que devien conformar la nau i l'absis, ja no en queda cap traça.

### Església de Sant Jaume de Queralt

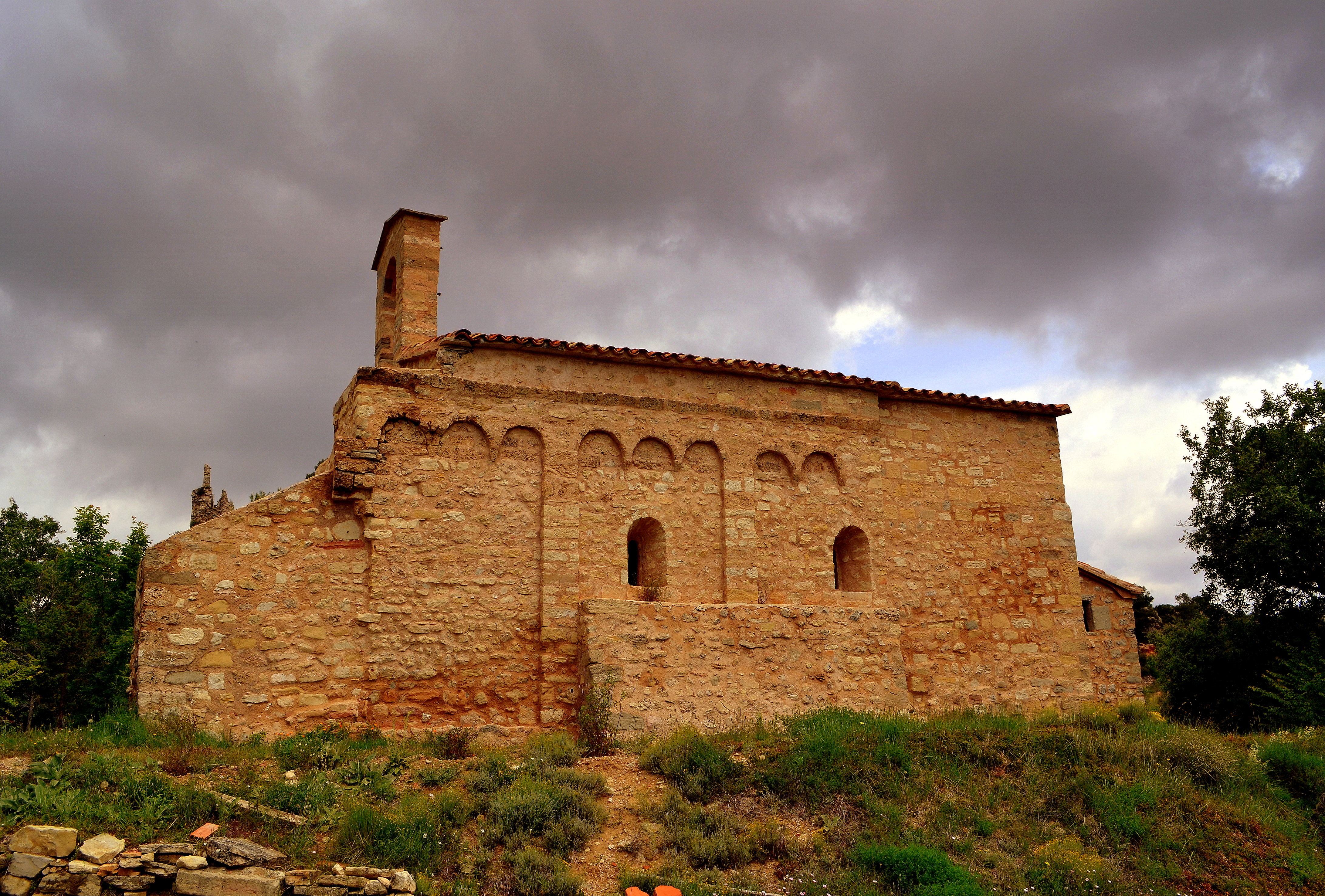
Església de Sant Jaume de Queralt

L'Església de Sant Jaume de Queralt és una obra de Bellprat (Anoia) inclosa a l'Inventari del Patrimoni Arquitectònic de Catalunya. Construcció romànica d'una nau, campanar de cadireta refet. Murs laterals decorats amb arcuacions i bandes llombardes. L'absis està substituït per una construcció rectangular. En el testament de Pere Queralt, any 1166, s'indica: "Relinquo ecclessie de Queralt meum dominium de Condaminis sicuti est a gradus Sancti Michelis infra, ita ut statuartur ibi unis presbiter qui oret pro anima mea et omnium parentum meorum". Per raó dels arcs llombards i alguns altres elements arqueològics, considerem que devers aqueixa època deu ésser la construcció del temple, encara que no desatenem la possibilitat que si ja al segle x el bisbe d'Urgell manifestava drets al castell, versemblantment aquest podia comptar ja amb una capella, per senzilla que fos.
Al llarg de la baixa edat mitjana l'edifici ha sofert diverses modificacions, com ara la construcció d'un nou absis quadrangular. Externament, els panys dels murs originaris presenten una decoració llombarda a manera de fris d'arcuacions cegues distribuïdes en grups de tres, entre lesenes, fetes amb pedra fosca que es fan clarament diferenciables de la resta de fàbriques posteriors. Actualment l'edifici no té culte i es troba en procés de consolidació

## Història

### Castell
Indirectament, es pot remuntar l'existència d'aquesta fortalesa al govern del comte Guifré, entre els anys 880-897, quan aquest comte organitzà el repoblament del comtat d'Osona, del qual el castell de Queralt era en aquell moment el límit més ponentí. L'any 976 el comte Borrell II i la seva muller Ledgarda vengueren a Guitard, vescomte de Barcelona, el castell de Queralt, situat als confins de la Marca contra Espanya. La família vescomtal barcelonina es desprèn del castell a favor de Trasoar de la família dels vescomtes d'Osona, els fills del qual s'adjudicaren la possessió del castell en la totalitat. A principis del segle xi fou discutida la propietat entre dos senyors, Sal·la, bisbe d'Urgell i Sendred de Gurb. L'any 1002, els comtes de Barcelona Ramon Borrell i Ermessenda de Carcassona convocaren judici i se suposa que la sentència, que no es coneix, fou favorable al bisbe Sal·la. Això no obstant, l'indret es troba vinculat als Gurb-Queralt, que en foren els únics senyors, no sabem si per compra o per usurpació, mètode sovint emprat a l'època.
Durant el període de govern de Bernat Sendred de Gurb, es produí un important repoblament de les terres ponentines del castell, creant nous nuclis de població i els castells de Montargull, Rauric i Figuerola, tasca que continuà el seu fill Guillem Bernat de Queralt, mort el 1084 i primer a emprar el locatiu de Queralt com a cognom. Degut a diverses morts sense descendència la propietat es dividí en dues branques de la família anomenades Queralt i que posseïen diferent classe de domini; per exemple, una el domini eminent (el dret de propietat superior al domini útil dels senyors), i l'altra la possessió en feu o la castlania. A finals del segle xii i principis del XIII la branca principal desapareix i la branca secundària s'instal·la a Queralt. L'any 1212, Arnau de Timor compra a Berenguer III de Gurb Queralt el castell en lliure i franc alou i el seu fill es cognomena Queralt i reuneix la baronia de Santa Coloma.
Vers el 1365 era de Dalmau de Queralt, senyor, també, del lloc de Santa Coloma. Senyors notables de Queralt foren Pere IV de Queralt, finat el 1408, i sobretot Pere VI de Queralt, militar, diplomàtic, home de lletres, que estigué al servei dels reis Pere el del Punyalet, Joan I i Martí l'Humà. El 1463 un successor de la nissaga, Guerau I, partidari de la causa catalana de la Generalitat, és desposseït pel seu fill Dalmau II, partidari de Joan II. Pere VIII, el 1599, rep el títol de comte de Santa Coloma de mans de Felip III de Castella. L'hereu, Dalmau III de Queralt, fou virrei de Catalunya en esclatar la Guerra dels Segadors i fou mort el dia del Corpus de Sang (7 de juny de 1640). El seu fill, distingit per Felip IV serà elevat a Grande de España el 1647.
El comte de Santa Coloma va vendre el castell, el 1842, al comerciant Josep Safont; la venda concerneix "la misma casa ó castillo de Queralt, muy deteriorada, con su corral para ganado.
L'últim cop que es va fer servir com a defensa va ser en la guerra carlina.

### Església
Pel que fa a l'Església de Sant Jaume de Queralt, fou la primitiva parròquia, esmentada ja al segle xi i situada al peu del turó on està situat el castell de Queralt, posterior a la del castell. Després de la devastació de la zona barcelonina, el 985, per les forces d'Almansor, la propietat del castell de Queralt fou controvertida entre Sal·la, el bisbe d'Urgell, i Sendred de Gurb, que s'intitulà des d'aleshores de Queralt. El bisbe adduïa que el dret i la potestat que l'església de la Seu d'Urgell tenia sobre el castell de Queralt li venia de Guadall. En conseqüència, ell, Sal·la, havia fet sortir els homes que custodiaven el castell, amb fidelitat a l'església, i els havia fet tornar a entrar, per tal que constés que depenien d'ell.A desgrat de la sentència aparentment desfavorable del 1002, el castell quedà a les mans de la família Queralt.

### Incendi al 2021
El 24 de juliol de 2021 es va declarar un incendi al municipi de Santa Coloma de Queralt que ràpidament es va estendre a la comarca de l'Anoia. Les dues esglésies i el castell van ser engolides per les flames del foc però l'afectació a les restes fou superficial.